# Перепись населения Молдовы (2014)
Очередная перепись населения Республики Молдова была проведена в период с 12 по 25 мая 2014 года, став таким образом второй национальной переписью республики с момента распада СССР, после переписи 2004 года. Как и предыдущая перепись, она не учла наличное неподконтрольной Кишинёву территории ПМР, где в 2015 была проведена собственная перепись населения. В связи с нехваткой человеческих и финансовых ресурсов, первые данные переписи населения Молдовы были опубликованы лишь 31 марта 2017 года, т.е. почти три года после ее проведения. Перепись выявила резкое сокращение наличного населения республики — до 2 998 235 человек, что на 0,4 млн или 11,8% меньше чем по данным за 2004 год и на 18% меньше данных за 1989 год. Стоимость проведения составила 89 млн молдавских леев.

## Недоучёт и уклонение
Национальное бюро статистики Республики Молдова оценило размер недоучёта и уклонения от участия в переписи в 9% в масштабах всей страны, в основном за счёт недоучёта населения в Кишинёве, оценённого в 41%. Лично в переписи участвовали было 2 804,8 тыс. человек, при этом в столице г. Кишиневе переписчики смогли опросить лишь 339,1 тыс. человек.

## Гражданство
99,5% переписанных заявили о своём наличии гражданства республики Молдова, при этом 6,5% имеют также другое гражданство. Из этих 6,5% заявили о наличии у них также и гражданства Румынии 84,4%, России — 6%, Болгарии — 2,4%, Италии и Украины — по 1,5%.

## Урбанизация
Молдова продолжает оставаться преимущественно сельской страной, причём доля селян в ней выросла с 61,4% в 2004 году до 61,8% в 2014, а горожан соответственно сократилась (с 38,6 до 38,2%) из-за их более низкого естественного прироста и массовой эмиграции зарубеж. Население ПМР, напротив, продолжает проживать преимущественно в городах (69,9%) и эта доля продолжает расти. Русские остаются единственным крупным преимущественно урбанизированным этносом Молдовы, среди представителей всех прочих национальностей преобладают селяне.

## Возрастно-половая структура
За межпереписной период в республике наблюдалось ускоренное старение населения, сокращение среднего размера домохозяйств и доли детей в них. В 2014 году 38% семей имели детей в возрасте до 18 лет, что на 7 процентных пунктов меньше, чем в 2004 г. 51,8 % населения Молдовы по переписи составляют женщины и 48,2 % мужчины, что более сбалансировано по сравнению с ПМР, где доля женщин достигает 54,2% населения.

## Национальный состав
| Национальный состав 2014 (без территории ПМР) | Национальный состав 2014 (без территории ПМР) | Национальный состав 2014 (без территории ПМР) | Национальный состав 2014 (без территории ПМР) | Национальный состав 2014 (без территории ПМР) |
| --------------------------------------------- | --------------------------------------------- | --------------------------------------------- | --------------------------------------------- | --------------------------------------------- |
| молдаване                                     |                                               |                                               | 75.1 %                                        |                                               |
| румыны                                        |                                               |                                               | 7.0 %                                         |                                               |
| украинцы                                      |                                               |                                               | 6.6 %                                         |                                               |
| гагаузы                                       |                                               |                                               | 4.6 %                                         |                                               |
| русские                                       |                                               |                                               | 4.1 %                                         |                                               |
| болгары                                       |                                               |                                               | 1.9 %                                         |                                               |
| цыгане                                        |                                               |                                               | 0.3 %                                         |                                               |
| другие                                        |                                               |                                               | 0.4 %                                         |                                               |

По сравнению с предыдущей переписью 2004 года, в национальном составе Молдовы произошли существенные сдвиги. В отличие от ПМР, где 14% предпочли вообще не указывать свою национальность, 98,2% населения Молдовы свою национальность при переписи указали. Доля людей, считающих себя румынами, выросла с 2,0% до 7,0%. С 4,4% до 4,6% увеличилась доля гагаузов. В результате, число и вес остальных национальностей упали. Хотя удельный вес всех основных национальностей снизился, наиболее заметным было падение доли русских и украинцев. Удельный вес молдаван также немного упал с 75,8% до 75,1% пункта. В ранге самых многочисленных национальностей украинцы переместились на 3-е место, а русские с 3-го на 5-oе. Изменение соотношения молдаван и румын связаны с местными процессами смены национально-политической идентичности, и не являются результатом иммиграции или естественного прироста «румын». Доля гагаузов внутри своей автономии возросла с 82,1% до 83,8% населения. Тараклийский район также показал увеличение там доли болгар: с 65,6% до 66,1%.
96,8% населения назвали своей религией православие.

## Родной язык
| Родной язык 2014 (без территории ПМР) | Родной язык 2014 (без территории ПМР) | Родной язык 2014 (без территории ПМР) | Родной язык 2014 (без территории ПМР) | Родной язык 2014 (без территории ПМР) |
| ------------------------------------- | ------------------------------------- | ------------------------------------- | ------------------------------------- | ------------------------------------- |
| румынский (молдавский)                |                                       |                                       | 80.2 %                                |                                       |
| русский                               |                                       |                                       | 9.7 %                                 |                                       |
| гагаузский                            |                                       |                                       | 4.2 %                                 |                                       |
| украинский                            |                                       |                                       | 3.9 %                                 |                                       |
| болгарский                            |                                       |                                       | 1.5 %                                 |                                       |
| другие                                |                                       |                                       | 0.5 %                                 |                                       |

Значительное количество молдаван (23,5%) назвало свой родной язык румынским, доля таковых выросла с 2004 г. на 6,9%. При этом основная часть молдаван (56,7%) продолжают считать родным молдавский язык. Русский  называли родным многие украинцы, болгары и гагаузы.

## Обиходный язык
| Обиходный язык 2014 (без территории ПМР) | Обиходный язык 2014 (без территории ПМР) | Обиходный язык 2014 (без территории ПМР) | Обиходный язык 2014 (без территории ПМР) | Обиходный язык 2014 (без территории ПМР) |
| ---------------------------------------- | ---------------------------------------- | ---------------------------------------- | ---------------------------------------- | ---------------------------------------- |
| румынский (молдавский)                   |                                          |                                          | 78.6 %                                   |                                          |
| русский                                  |                                          |                                          | 14.5 %                                   |                                          |
| гагаузский                               |                                          |                                          | 2.7 %                                    |                                          |
| украинский                               |                                          |                                          | 2.7 %                                    |                                          |
| болгарский                               |                                          |                                          | 1.0 %                                    |                                          |
| другие                                   |                                          |                                          | 0.5 %                                    |                                          |

В плане обиходного языка население республики делится на две большие неравные группы: романоязычных (78,6%) и русскоязычных (14,5%). Доля всех других языков в сумме составляет менее 7%. При этом 54,6% населения обычно говорят на языке, который называют молдавским, 24% — румынским, 14,5% — на русском, по 2,7% — на украинском и 2,7% на гагаузском, 1,0% — на болгарском. По сравнению с переписью  2004 года доля русскоязычных сократилась с 16,0% до 14,5%. Однако произошло это преимущественно по причине снижения доли людей, считающих себя этническии русскими в республике Молдова, а не по причине сокращения популярности русского языка как средства общения среди различных народов.   Напротив, если пропорция русскоязычных по отношению к русским по переписи 2004 года составляла 2,8 раза, то к 2014 году она достигла 3,54 раза. 30,9% людей с родным украинским, треть гагаузов и болгар обычно общаются на русском. При этом среди гагаузов охват обиходным русскоязычием увеличился с четверти до трети от их общего числа. 3,5% молдаван также обычно общаются на русском.